# Charadrius peronii
Il corriere della Malesia (Charadrius peronii, Schlegel 1865) è un uccello della famiglia dei Charadriidae.

## Sistematica
Charadrius peronii ha una sottospecie:
- Charadrius peronii chaseni

## Distribuzione e habitat
Questo uccello vive in Vietnam (Cocincina), Cambogia, Thailandia peninsulare, Malaysia peninsulare e Malaysia Orientale (Sabah e Sarawak), Singapore, Brunei, Filippine e Indonesia (soprattutto sulle isole attorno a Sumatra, al Borneo e a Sulawesi, e su Bali e Giava).